# Nina Siemaszko
Antonina Jadwiga "Nina" Siemaszko (14 de julio de 1970) es una actriz estadounidense de cine y televisión.

## Carrera
Siemaszko nació en Chicago. Su primera aparición en el cine se dio en la película de humor One More Saturday Night en el papel de Karen Lundahl. En 1988 participó en la película License to Drive interpretando a Natalie Anderson. Ha protagonizado algunas películas para televisión, de las que destaca la serie Mystery Woman.
Actuó en la película de Quentin Tarantino Reservoir Dogs como una policía encubierta, aunque su escena fue cortada en la versión final, está disponible en el DVD Reservoir Dogs 10th Anniversary-Special Edition.
Otras actuaciones destacadas incluyen Wild Orchid II: Two Shades of Blue (1992), Cabezas huecas (1994), CSI: Crime Scene Investigation (2004) y Grey's Anatomy (2008).

## Filmografía
- One More Saturday Night (1986)
- License to Drive (1988)
- Tucker: The Man and His Dream (1988)
- Lonesome Dove (1989)
- Lost Angels (1989)
- Bed & Breakfast (1992)
- Wild Orchid II: Two Shades of Blue (1992)
- Sinatra (1992) (TV)
- Reservoir Dogs (1992) (escena borrada)
- Tales from the Crypt (TV)
- Another Woman's Lipstick (1993)
- The Saint of Fort Washington (1993)
- Airheads (1994)
- The American President (1995)
- Runaway Car (1997)
- George B. (1997)
- Suicide Kings (1997)
- Goodbye Lover (1998)
- Tales of the City (1998)
- Jakob the Liar (1999)
- The Big Tease (1999)
- Sports Night (1999) (TV)
- The West Wing (2001, 2003, 2004, 2005, 2006) (TV)
- A Carol Christmas (2003) (TV)
- CSI: Crime Scene Investigation (2004)
- Mystery Woman: Mystery Weekend (2005) (TV)
- Mystery Woman: Snapshot (2005) (TV)
- Mystery Woman: Sing Me a Murder (2005) (TV)
- Mystery Woman: Vision of a Murder (2005) (TV)
- Mystery Woman: Game Time (2005) (TV)
- Mystery Woman: At First Sight (2006) (TV)
- Mystery Woman: Wild West Mystery (2006) (TV)
- Mystery Woman: Oh Baby (2006) (TV)
- Mystery Woman: Redemption (2006) (TV)
- Mystery Woman: In the Shadows (2007) (TV)
- Private Practice (2007) (TV)
- The Haunting of Molly Hartley (2008)
- Grey's Anatomy (2008)
- The Artist (2011)